# Eric Dier
Eric Jeremy Edgar Dier (ur. 15 stycznia 1994 w Cheltenham) – angielski piłkarz występujący na pozycji obrońcy w niemieckim klubie Bayern Monachium, do którego jest wypożyczony z Tottenhamu Hotspur. 
Większość swojej kariery spędził w angielskim Tottenhamie Hotspur. Półfinalista Mistrzostw Świata 2018. Uczestnik Mistrzostw Świata w 2022 roku oraz Mistrzostw Europy w 2016 roku.

## Sukcesy

### Tottenham
- Finał Pucharu Ligi Angielskiej: 2014/2015, 2020/2021
- Finał Ligi Mistrzów UEFA: 2018/2019

### Reprezentacyjne
- 3. miejsce w Lidze Narodów UEFA: 2018/2019